# NGC 3211
NGC 3211 ist ein planetarischer Nebel im Sternbild Kiel des Schiffs und hat eine Winkelausdehnung von 0,40' × 0,28' und eine scheinbare Helligkeit von 10,7 mag.
Das Objekt wurde am 7. März 1837 von John Herschel entdeckt.